# Accipiter madagascariensis
Lo sparviero del Madagascar (Accipiter madagascariensis J.Verreaux, 1833) è un uccello della famiglia Accipitridae, endemico del Madagascar.